# Olympiade d'échecs de 1937
L'Olympiade d'échecs de 1937 est une compétition mondiale par équipes et par pays organisée par la FIDE. Les pays s'affrontent sur 4 échiquiers. 
Cette 7e Olympiade s'est déroulée du 31 juillet au 14 août 1937 à Stockholm, en Suède.
Les points ne sont pas attribués au regard des résultats des matches inter-nations, mais en fonction des résultats individuels sur chaque échiquier (un point par partie gagnée, un demi-point pour une nulle, zéro point pour une défaite).

## Tournoi masculin

### Contexte
Cette olympiade réunit 19 nations. Elle fut concurrencée sur le plan médiatique par la préparation du match de championnat du monde entre Alekhine et Euwe.
La compétition se déroule en poule unique, toutes rondes.

### Résultats
| Classement final |                 |      |
| 1er              | États-Unis      | 54,5 |
| 2e               | Hongrie         | 48,5 |
| 3e               | Pologne         | 47   |
| 4e               | Argentine       | 47   |
| 5e               | Tchécoslovaquie | 45   |

La France n'est pas présente.

### Participants individuels
- Pour les États-Unis : S. Reshevsky, R. Fine, I. Kashdan, F. Marshall, A. Horowitz.
- Pour la Hongrie : A. Lilienthal, L. Szabo, E. Steiner, K. Havasi, A. Vajda.
- Pour la Pologne : X. Tartakover, M. Najdorf, P. Frydman, Appel, Regedziński.

La Pologne et l'Argentine sont départagées par le score obtenu dans les matches inter-nations: 14 victoires pour la première, contre 11 à la seconde.